# اچ‌ام‌اس کالیوپه (۱۸۸۴)
اچ‌ام‌اس کالیوپه (۱۸۸۴) (به انگلیسی: HMS Calliope (1884)) یک کشتی بود که طول آن ۲۳۵ فوت (۷۲ متر) بود. این کشتی در سال ۱۸۸۴ ساخته شد.